# Neandros
Neandros war ein griechischer Töpfer, tätig in der Mitte des 6. Jahrhunderts v. Chr. in Athen.
Er gehört zu den Kleinmeistern. Von ihm sind folgende signierte Werke bekannt:
- Randschale Paris, Louvre F 82
- Randschale Korinth, Museum P 722 (T 4181)
- Bandschale Boston, Museum of Fine Arts 61.1073
- Fragment einer Bandschale Bolligen, Sammlung Rolf Blatter
- Fragmente einer Bandschale Basel, Sammlung Herbert A. Cahn HC 84
- Fragmente einer Pyxis Brauron, Museum

Die Fragmente in den Sammlungen Blatter und Cahn können dem Amasis-Maler zugeschrieben werden, die Schalen in Paris und Boston sind von einem anderen Maler bemalt worden.